# Pfarrkirche Bezau

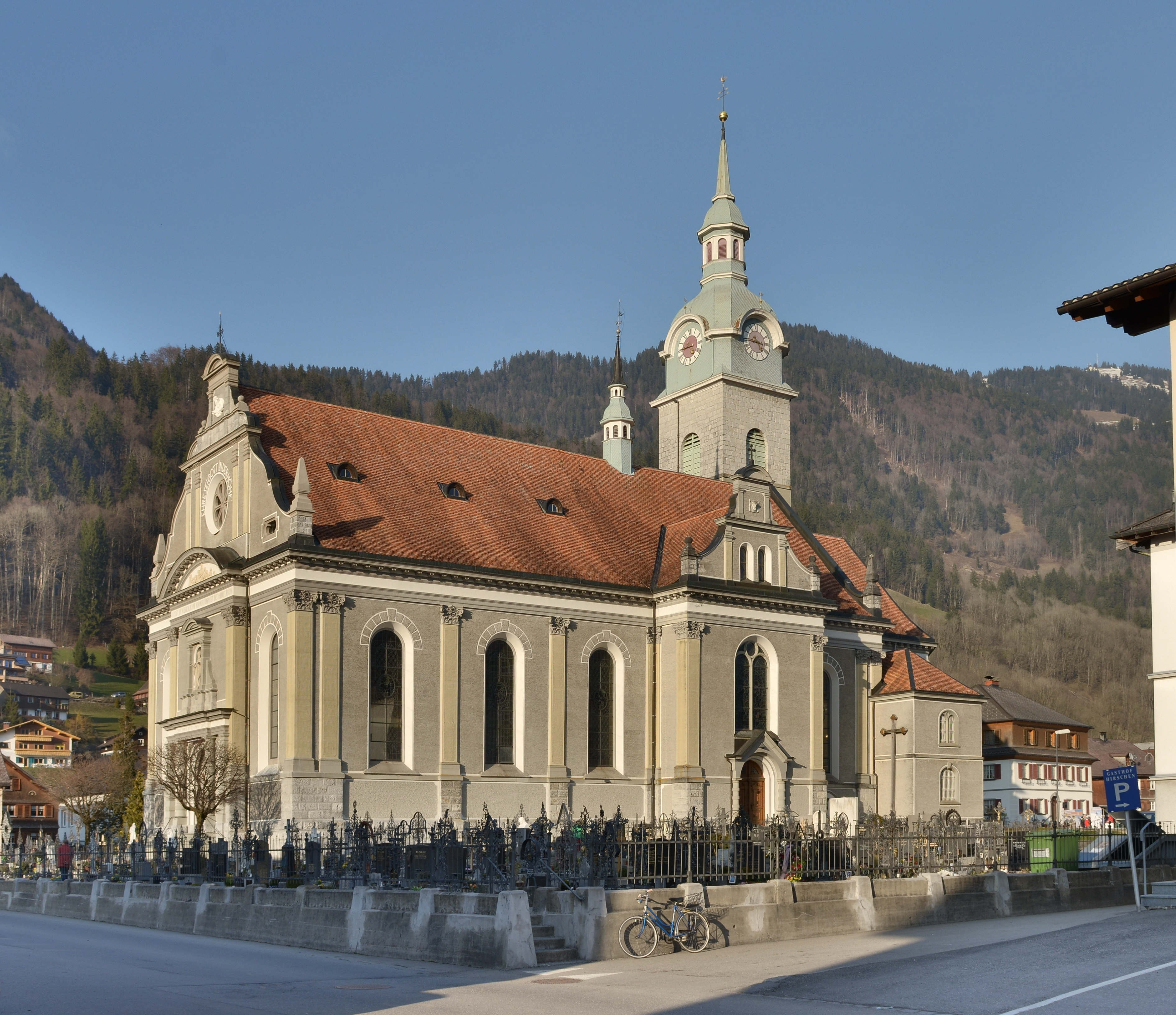
Kath. Pfarrkirche hl. Jodok in Bezau

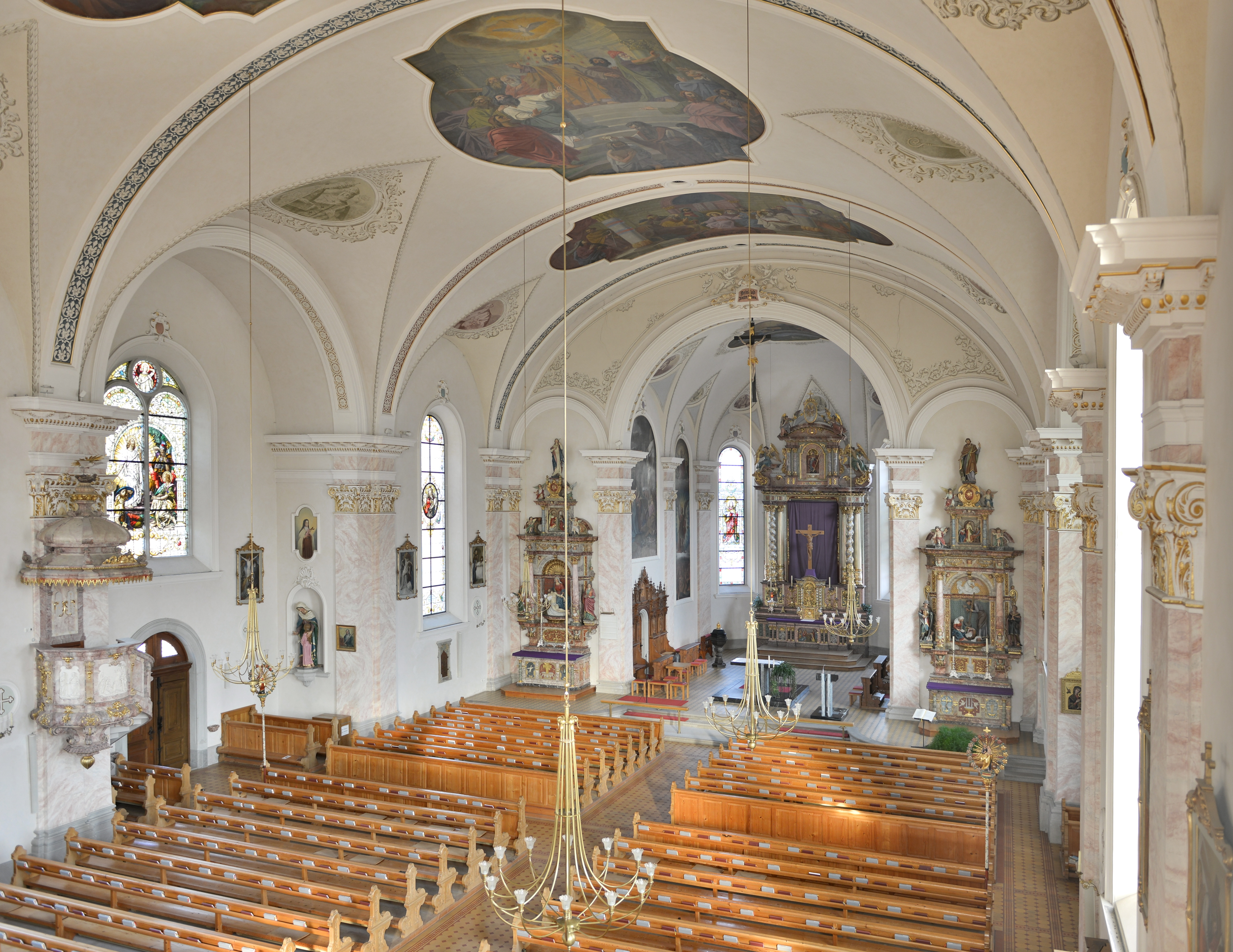
Innenansicht

Die römisch-katholische Pfarrkirche Bezau steht in der Bregenzerwälder Gemeinde Bezau im Bezirk Bregenz in Vorarlberg. Sie ist dem heiligen Jodok geweiht und gehört zum Dekanat Hinterwald in der Diözese Feldkirch. Das Bauwerk steht unter Denkmalschutz (Listeneintrag).

## Lage
Die Kirche steht umgeben von einem Friedhof in einem Straßenknie mittig im Ort.

## Geschichte
Im 14. Jahrhundert befand sich an der Stelle der heutigen Pfarrkirche eine gotische Kapelle, die dem hl. Jodok geweiht war. Im Jahre 1494 wurde eine gotische Kirche und der umliegende Friedhof eingeweiht. 1497 wurde Bezau zur eigenständigen Pfarrei, zuvor war Bezau eine Filiale der Pfarre Egg. Die Kirche wurde im Jahre 1771 vergrößert und 1821 renoviert. In den Jahren 1907 bis 1908 wurde die Kirche nach den Plänen des Architekten Albert Rimli unter dem Baumeister Seraphim Pümpel neu errichtet. Das rechteckige breite Langhaus mit eingezogenem Chor und nordseitigem Kirchturm und südseitiger Sakristei hat eine reiche späthistoristische Fassadengestaltung. Der untere Teil des Kirchturmes stammt vermutlich aus dem 15. Jahrhundert, der obere Teil aus den Jahren 1907 bis 1908. Er hat einen reich gegliederten Helm, Uhr und Laterne und ist etwa 53 Meter hoch. Zuvor hatte der Turm einen Zwiebelhelm. Der Turm wurde 2017 um 180.000 Euro saniert.

## Bau
Kirchenäußeres
Manieristisches Hauptportal mit Freitreppe, darüber in Nische eine Figur Hl. Jodok, darüber Reliefgruppe Lasset die Kinder zu mir kommen im Giebel des Mittelrisalits, darüber rundes Maßwerkfenster, darüber Büste Gottvater. Beidseitig des Kirchenschiffes Portalhäuser mit Giebel, das Kirchenschiff selbst von allen Seiten mit hohen Fenstern lichtdurchflutet.
Kircheninneres
Im Kircheninneren Wandmalereien aus 1925 von Ludwig Glötzle und Anton Marte. Diese zeigen in der Decke des Chores den Hl. Jodok in Wolken über Bezau, und in den Stichkappen, Chorjöchern und im Chorschluss zahlreiche Bilder zu Der Gute Samariter, Abraham und Isaak, Opfer Melchisedechs, Moses und das Wasserwunder und zu Vorarlberger Heiligen. An den Chorseitenwänden Kreuzigung und Auferstehung. In der Decke des Langhauses Hl. Cäcilie, Der Gute Samariter, Bergpredigt, Pfingstwunder und Der zwölfjährige Jesus im Tempel. In den Langhausseitenkappen Propheten, Evangelisten und Kirchenväter, in den Querarmen Hl. Theresia und Hl. Aloisius. An der Untersicht der Orgelempore Christus und die Samariterin am Jakobsbrunnen, Der Verlorene Sohn und Christus lehrend.

## Ausstattung
An der Nordwand des Langhauses ein Sakramenthäuschen aus dem 16. Jahrhundert mit dem Meisterzeichen Esaias Gruber. Der Hochaltar aus dem späten 17. Jahrhundert wurde 1908 umgearbeitet und im Jahre 1925 vom Bildhauer Albert Bachmann mit einem neuen Tabernakel versehen. Altarblatt Hll. Drei Könige aus 1684 von Matthäus Zehender. Neubarocke Kanzel mit Reliefs der vier Evangelisten und der Bergpredigt wie auch das Chorgestühl im Neorenaissancestil sind von den Bildhauern und Tischlern Gerhard und Christian Moosbrugger. Kreuzwegstationen mit reicher neobarocker Rahmung von Joseph Reich aus 1908.

## Orgel
Neoklassizistisches Orgelgehäuse mit drei Giebeln mit Orgelwerk aus 1909 von Anton Behmann.

## Geläute
Im Kirchturm befinden sich vier Stahlglocken, diese sind den Heiligen Josef, Katharina, Antonius und Anna-Maria geweiht. Die fünfte Glocke, die Totenglocke, stammt aus dem Jahr 1716.

## Pfarrhof
Der kubusartige Pfarrhof auf Platz 46 aus dem 18. Jahrhundert hat vor dem Portal eine zweiarmige Freitreppe mit schmiedeeisernem Geländer. Im zweiten Obergeschoß hat ein großes Zimmer eine Stuckdecke aus der Bauzeit.